# 本固暗沙
本固暗沙位于南中国海中沙群岛西北缘，西南与西门暗沙相距1.6海里，东北与美滨暗沙相距5.5海里。整个暗沙全部在海面以下，最浅处约12米，等深线20米以上面积约7平方公里。1947年和1983年公布名称均为“本固暗沙”。